# Rosemary Theby

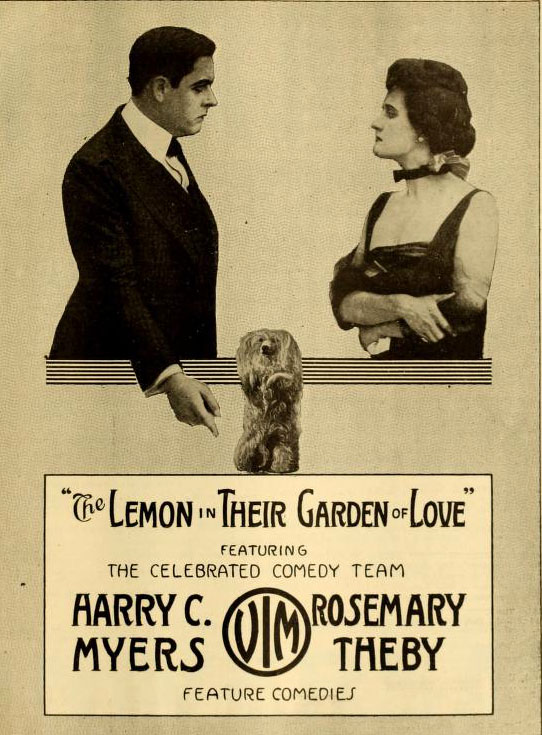
The Lemon in Their Garden of Love (1916)

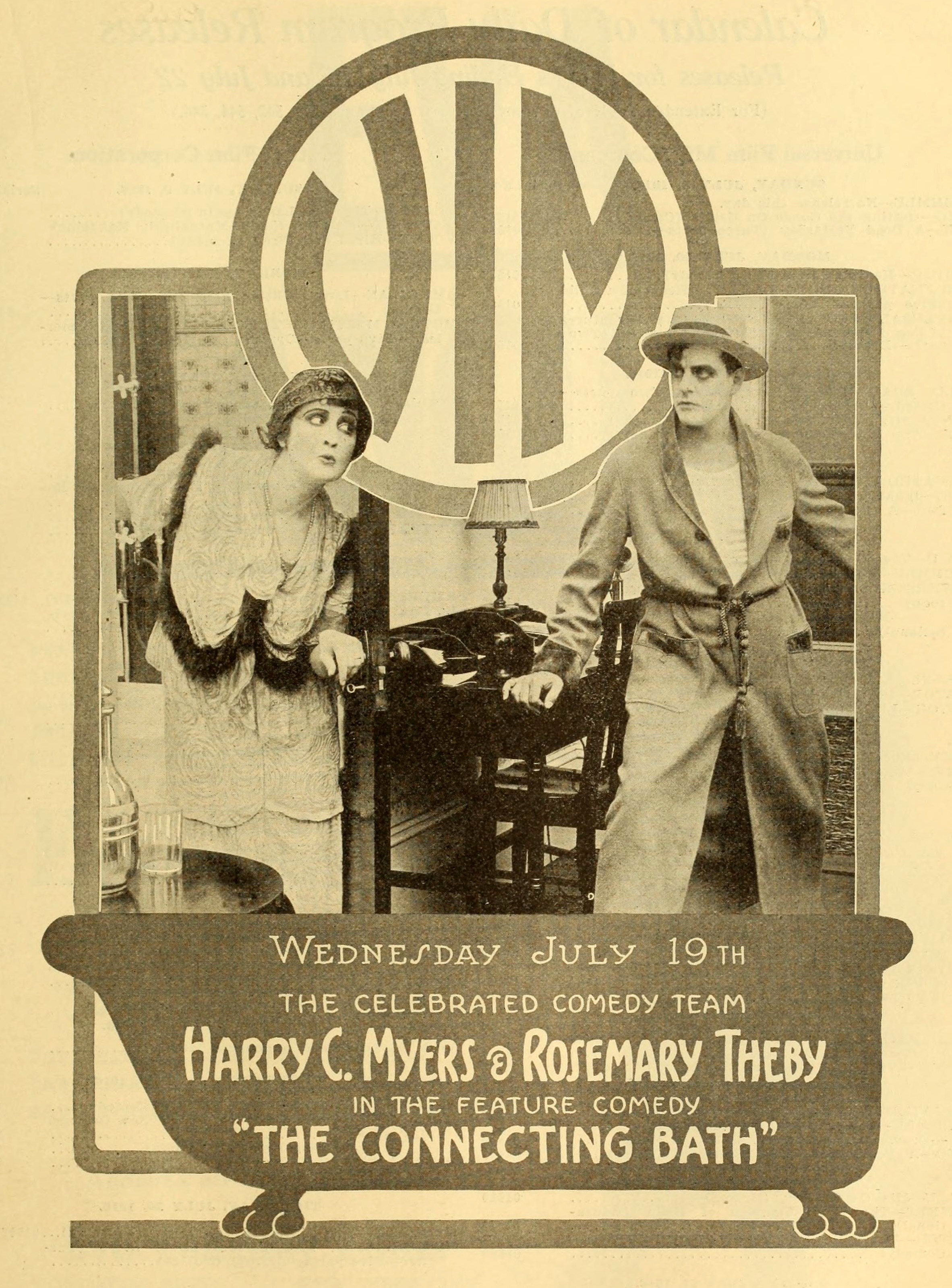
The Connecting Bath (1916)

Rosemary Theby (8 de abril de 1892 – 10 de noviembre de 1973) fue una actriz cinematográfica de nacionalidad estadounidense, activa principalmente en la época del cine mudo.

## Biografía
Nacida en San Luis, Misuri, su verdadero nombre era Rose Masing. Formada en la Sargent's School de Nueva York, su debut cinematográfico llegó con una producción de Vitagraph, The Wager, y en 1915 era una estrella de la compañía Universal Studios.
Uno de sus papeles destacados fue el de la espía alemana Miss Corintee en The Great Love (1918), que interpretó con destreza. El film fue escrito y dirigido por D.W. Griffith. Éste fue uno de los habituales papeles de mujer fatal que empezó a interpretar después de haber trabajado en comedias de género slapstick. Theby fue también una vampiresa china en Clung, una producción de Fox Film dirigida por Emmett Flynn. A partir de entonces empezó a interpretar personajes femeninos de mayor seriedad.
Theby solamente actuó en el cine. Declinó una oferta para acompañar a Chauncey Olcott en el teatro con un sueldo de 85 dólares semanales, pues en esa época ganaba 125 a la semana por actuar en el cine. Más adelante se arrepintió de su decisión, pues la experiencia habría sido enriquecedora como actriz. En total, a lo largo de su carrera actuó en unos 250 filmes, estrenados entre 1911 y 1940.
Theby estuvo casada con el actor y director Harry Myers. Después de la muerte de Meyers en 1938, ella se casó con Truitt Hughes, permaneciendo ambos juntos hasta la muerte de ella. Vivió muchos años en la Wilcox Avenue, en Los Ángeles.
En el ámbito político, Theby dio apoyo a Calvin Coolidge en las elecciones presidenciales de 1924.
Rosemary Theby falleció en el Virgil Convalescent Center de Los Ángeles, California, a causa de un choque circulatorio, en 1973, a los 81 años de edad.

## Filmografía

### 1911
- The Sacrifice, de Van Dyke Brooke
- The Geranium, de Van Dyke Brooke

### 1912
- A Red Cross Martyr; or, On the Firing Lines of Tripoli, de Laurence Trimble
- Irene's Infatuation
- Mr. Bolter's Infatuation, de George D. Baker
- The Illumination, de Charles L. Gaskill
- His Father's Son
- Love in the Ghetto, de Hal Reid
- An Eventful Elopement, de William V. Ranous
- Rock of Ages
- Wanted, a Sister, de James Young
- The Light of St. Bernard, de Albert W. Hale
- A Juvenile Love Affair, de Charles Kent
- The Two Battles, de Van Dyke Brooke
- Written in the Sand
- A Fortune in a Teacup, de Albert W. Hale
- As You Like It, de James Stuart Blackton, Charles Kent y James Young
- The Godmother, de Ralph Ince
- Father's Hot Toddy
- The Toymaker
- The Hand Bag
- The Awakening of Bianca
- The Reincarnation of Karma, de Van Dyke Brooke

### 1913
- Betty's Baby
- The Adventure of the Ambassador's Disappearance, de Maurice Costello
- The Little Minister, de James Young
- Off the Road, de Ralph Ince
- The Classmate's Frolic, de Ralph Ince
- The Weapon, de Maurice Costello
- Out of the Storm, de Wilfrid North
- The Web, de Ralph Ince
- A Fighting Chance, de Ralph Ince
- Cupid Through a Keyhole
- A Husband's Trick
- One Can't Always Tell
- A Modern Psyche
- The Bachelor's Baby, or How It All Happened
- The Silver Cigarette Case
- The Tangled Web
- The Wager, de Lawrence B. McGill
- Ashes, de Oscar Eagle y Edgar Lewis
- The Master Painter
- Her Rosary
- Maria Roma
- Rosita's Cross of Gold
- The Silly Sex
- The Fight for Right
- The Counsel for the Defense
- Better Days, de Van Dyke Brooke
- The Glow Worm
- The Stolen Woman
- The Missing Ring
- Targets of Fate
- The Heart of a Rose
- Hearts
- His Silver Bachelorhood, de Van Dyke Brooke
- The Power of the Sea, de Travers Vale

### 1914
- A Question of Right
- The Moth
- The Pale of Prejudice, de Harry Myers
- Through the Centuries, de Fred Huntley
- The Price of a Ruby, de Harry Myers
- Cocaine Traffic; Or, The Drug Terror
- His Wife
- Madam Coquette
- The Lure of the Pit
- The Attorney's Decision
- The Double Life
- The Rock of Hope, de Harry Myers
- The Hopeless Game, de Harry Myers
- The Bride of Marblehead, de Harry Myers
- Thumb Prints and Diamonds, de Joseph W. Smiley
- Love Triumphs, de Harry Myers
- The Little Gray Home, de Harry Myers
- The Comedienne's Strategy, de Harry Myers
- The Accusation, de Harry Myers

### 1915
- Fathers Three, de Harry Myers
- Men at Their Best, de Harry Myers
- The Cards Never Lie, de Harry Myers
- The Hard Road, de Harry Myers
- A Romance of the Backwoods, de Harry Myers
- The Danger Line, de Harry Myers
- Playing with Fire, de Harry Myers
- Saved by a Dream, de Harry Myers
- The Artist and the Vengeful One, de Harry Myers
- Father's Money, de Harry Myers
- Baby, de Harry Myers
- The House of a Thousand Relations, de Harry Myers
- Mumps, de Harry Myers
- We Should Worry for Auntie, de Harry Myers
- The Cheval Mystery, de Harry Myers
- The Prize Story, de Harry Myers
- The Earl of Pawtucket, de Harry Myers
- My Tomboy Girl, de Harry Myers
- The Man of Shame, de Harry C. Myers
- He Was Only a Bathing Suit Salesman, de Harry Myers
- Father's Child, de Harry Myers

### 1916
- Man and Morality, de Harry Myers
- High Fliers, de Harry Myers
- In the Night, de Harry Myers
- The Pipe Dream, de Harry Myers
- Love Spasms, de Harry Myers
- The Model Husband, de Harry Myers
- The Lathered Truth, de Harry Myers
- Object -- Matrimony, de Harry Myers
- Housekeeping
- A Spring Cleaning
- The Connecting Bath
- Will a Woman Tell?
- The Latest in Vampires, de Harry Myers
- Hubby's Relatives
- That Tired Business Man
- Their Dream House
- The Lemon in the Garden of Love
- The Tormented Husband
- A Strenuous Visit, de Harry Myers
- Baby's Toofs, de Harry Myers
- Artistic Atmosphere, de Harry Myers
- A Grain of Suspicion
- Their Installment Furniture
- A Persistent Wooing
- Gertie's Garters
- Marked 'No Funds'
- His Wedding Promise
- The Good Stenographer
- Hubby's Chicken
- Charity Begins at Home
- They Practice Economy
- Her Financial Frenzy

### 1917
- The Hash House Mystery, de Harry Myers
- The Delicatessen Mystery
- Jumping Jealousy, de Harry Myers
- Rusticating
- Police Protection, de Harry Myers
- The Winged Mystery, de Joseph De Grasse

### 1918
- The Rogue, de Arvid E. Gillstrom
- Bright and Early, de Charley Chase
- The Straight and Narrow, de Charley Chase
- El gran amor, de David W. Griffith
- Boston Blackie's Little Pal, de E. Mason Hopper
- Unexpected Places, de E. Mason Hopper
- The Silent Mystery, de Francis Ford
- Love's Pay Day, de E. Mason Hopper
- The Midnight Patrol, de Irvin Willat

### 1919
- The Spender, de Charles Swickard
- Faith, de Charles Swickard y Rex Wilson
- Peggy Does Her Darndest, de George D. Baker
- When a Woman Strikes, de Roy Clements
- The Hushed Hour, de Edmund Mortimer
- The Amateur Adventuress, de Henry Otto
- Upstairs and Down, de Charles Giblyn
- Tangled Threads, de Howard C. Hickman
- Yvonne from Paris, de Emmett J. Flynn
- The Mystery of 13, de Francis Ford
- Heartsease, de Harry Beaumont
- Are You Legally Married?, de Robert Thornby

### 1920
- Terror Island, de James Cruze
- The Butterfly Man, de Louis J. Gasnier y Ida May Park
- Rio Grande, de Edwin Carewe
- A Splendid Hazard, de Arthur Rosson
- Whispering Devils, de Harry Garson y John M. Voshell
- Married to Order, de Charley Chase
- The Little Grey Mouse, de James P. Hogan
- Kismet, de Louis J. Gasnier
- Unseen Forces, de Sidney Franklin

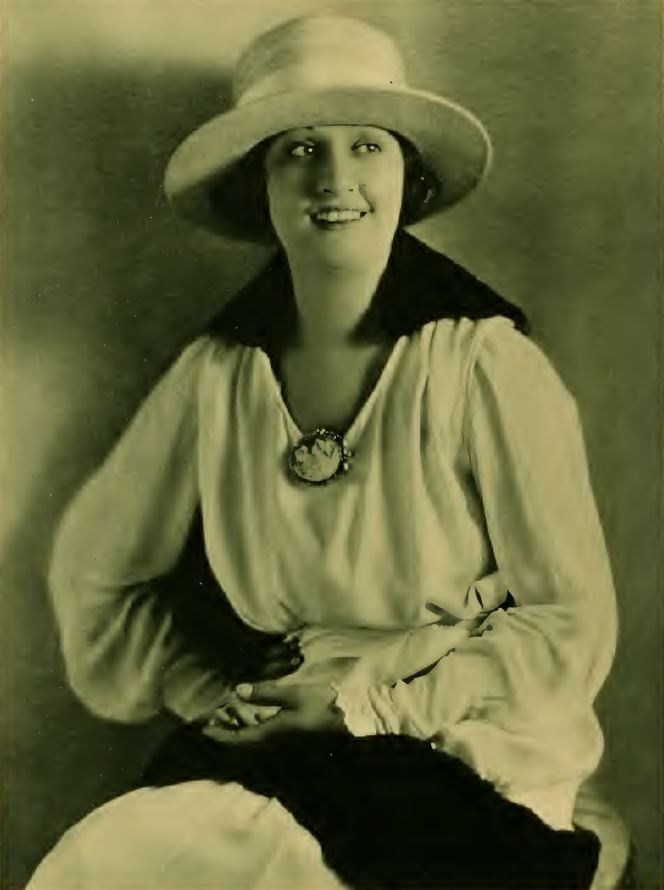
Theby en Photoplay (febrero de 1921)

- Dice of Destiny, de Henry King

### 1921
- Partners of Fate, de Bernard J. Durning
- A Connecticut Yankee in King Arthur's Court, de Emmett J. Flynn
- Good Women, de Louis J. Gasnier
- Shame, de Emmett J. Flynn
- Hickville to Broadway, de Carl Harbaugh
- Across the Divide, de John Holloway
- The Last Trail, de Emmett J. Flynn
- Fightin' Mad, de Joseph Franz

### 1922
- Yellow Men and Gold, de Irvin Willat
- I Am the Law, de Edwin Carewe
- Rich Men's Wives, de Louis J. Gasnier
- More to Be Pitied Than Scorned, de Edward LeSaint
- The Eternal Flame, de Frank Lloyd

### 1923
- Lost and Found on a South Sea Island, de Raoul Walsh
- Your Friend and Mine, de Clarence G. Badger
- Slander the Woman, de Allen Holubar
- The Girl of the Golden West, de Edwin Carewe
- The Rip-Tide, de Jack Pratt
- Mary of the Movies, de John McDermott
- Tea: With a Kick!, de Erle C. Kenton
- The Eagle's Feather, de Edward Sloman
- In Search of a Thrill, de Oscar Apfel
- Long Live the King, de Victor Schertzinger

### 1924
- Pagan Passions, de Colin Campbell
- A Son of the Sahara, de Edwin Carewe
- Behold This Woman, de J. Stuart Blackton
- Red Lily, de Fred Niblo
- Love, de Billy West
- Secrets of the Night, de Herbert Blaché
- So Big, de Charles Brabin

### 1925
- As Man Desires, de Irving Cummings
- The Re-Creation of Brian Kent, de Sam Wood
- One Year to Live, de Irving Cummings
- Fifth Avenue Models, de Svend Gade
- Wreckage, de Scott R. Dunlap

### 1926
- The Truthful Sex, de Richard Thomas

### 1927
- Riding to Fame, de Barry Barringer
- The Second 100 Years, de Fred Guiol
- A Bowery Cinderella, de Burton L. King

### 1928
- A Woman Against the World, de George Archainbaud
- The Port of Missing Girls, de Irving Cummings
- The Chinatown Mystery, de J.P. McGowan

### 1929
- Girls Who Dare, de Frank S. Mattison
- The Dream Melody, de Burton L. King
- Trial Marriage, de Erle C. Kenton
- The Peacock Fan, de Phil Rosen
- Montmartre Rose, de Frederick Hiatt y Bernard McEveety

### 1930
- Scotch, de Mack Sennett
- Sugar Plum Papa, de Mack Sennett
- Bulls and Bears, de Mack Sennett
- He Trumped Her Ace, de Leslie Pearce
- Midnight Daddies, de Mack Sennett

### 1931
- Ten Nights in a Barroom, de William A. O'Connor
- Who's Who in the Zoo, de Babe Stafford
- Taxi Troubles, de Del Lord

### 1932
- Doctor's Orders, de Lou Breslow

### 1933
- The Fatal Glass of Beer, de Clyde Bruckman

### 1935
- Wings in the Dark, de James Flood
- The Drunkard, de Albert Herman
- Man on the Flying Trapeze, de Clyde Bruckman y W.C. Fields

### 1936
- Neighborhood House, de Charley Chase, Harold Law y Alan Hale, Sr.
- One Rainy Afternoon, de Rowland V. Lee
- San Francisco, de W. S. Van Dyke
- Yours for the Asking, de Alexander Hall
- His Brother's Wife, de W. S. Van Dyke
- Hollywood Boulevard
- Our Relations

### 1937
- Rich Relations
- Make Way for Tomorrow, de Leo McCarey (1937)
- The Devil Is Driving, de Harry Lachman (1937)
- Vogues of 1938, de Irving Cummings (1937)

### 1938-1939-1940
- You Can't Take It With You, de Frank Capra (1938)
- Undercover Doctor
- One Million B.C., de Hal Roach Jr. y Hal Roach (1940)